# Équipe d'Arabie saoudite des moins de 20 ans de football
Maillots
L'équipe d'Arabie saoudite des moins de 20 ans ou Arabie saoudite U20 est une sélection de footballeurs de moins de 20 ans au début des deux années de compétition placée sous la responsabilité de la Fédération d'Arabie saoudite de football. Performante au niveau asiatique (5 finales dont 3 victorieuses), elle a plus de difficultés en Coupe du monde, puisqu'elle n'a jamais réussi à faire mieux que 2 huitièmes de finale (résultat obtenu en 2011 et 2017) alors qu'elle compte 9 apparitions en phase finale.

## Palmarès
- Championnat d'Asie :
  - Vainqueur en 1986 (en), 1992 (en) et 2018 (en)
  - Finaliste en 1985 (en),2016 (en) et 2025 (en)

- Coupe du monde :
  - Huitième de finaliste en 2011 et 2017

- Championnat arabe de football des moins de 20 ans :

- - Vainqueur en  1985 (en), 2021 et 2022
  - Finaliste en 2011 , 2012 et 1983

- Coupe du Golfe des moins de 19 ans (en)
  - Vainqueur en 2016

- Coupe de Palestine des Nations pour la jeunesse (en)
  - Vainqueur 1985 (en)
  - Finaliste en 1983 (en)

## Compétitions internationales

### Résultats en Coupe du monde de football des moins de 20 ans
| Année | Résultat      | MJ            | V             | N             | D             | BP            | BC            | Dif           |
| ----- | ------------- | ------------- | ------------- | ------------- | ------------- | ------------- | ------------- | ------------- |
| 1977  | Non qualifiée | Non qualifiée | Non qualifiée | Non qualifiée | Non qualifiée | Non qualifiée | Non qualifiée | Non qualifiée |
| 1979  | Non qualifiée | Non qualifiée | Non qualifiée | Non qualifiée | Non qualifiée | Non qualifiée | Non qualifiée | Non qualifiée |
| 1981  | Non qualifiée | Non qualifiée | Non qualifiée | Non qualifiée | Non qualifiée | Non qualifiée | Non qualifiée | Non qualifiée |
| 1983  | Non qualifiée | Non qualifiée | Non qualifiée | Non qualifiée | Non qualifiée | Non qualifiée | Non qualifiée | Non qualifiée |
| 1985  | 1er tour      | 3             | 1             | 1             | 1             | 1             | 1             | 0             |
| 1987  | 1er tour      | 3             | 0             | 0             | 3             | 0             | 6             | -6            |
| 1989  | 1er tour      | 3             | 1             | 0             | 2             | 4             | 3             | +1            |
| 1991  | Non qualifiée | Non qualifiée | Non qualifiée | Non qualifiée | Non qualifiée | Non qualifiée | Non qualifiée | Non qualifiée |
| 1993  | 1er tour      | 3             | 0             | 2             | 1             | 1             | 2             | -1            |
| 1995  |               |               |               |               |               |               |               |               |
| 1997  |               |               |               |               |               |               |               |               |
| 1999  | 1er tour      | 3             | 0             | 1             | 2             | 2             | 6             | -4            |
| 2001  | Non qualifiée | Non qualifiée | Non qualifiée | Non qualifiée | Non qualifiée | Non qualifiée | Non qualifiée | Non qualifiée |
| 2003  | 1er tour      | 3             | 0             | 2             | 1             | 2             | 3             | -1            |
| 2005  | Non qualifiée | Non qualifiée | Non qualifiée | Non qualifiée | Non qualifiée | Non qualifiée | Non qualifiée | Non qualifiée |
| 2007  | Non qualifiée | Non qualifiée | Non qualifiée | Non qualifiée | Non qualifiée | Non qualifiée | Non qualifiée | Non qualifiée |
| 2009  | Non qualifiée | Non qualifiée | Non qualifiée | Non qualifiée | Non qualifiée | Non qualifiée | Non qualifiée | Non qualifiée |
| 2011  | 8e de finale  | 4             | 2             | 0             | 2             | 8             | 5             | +3            |
| 2013  | Non qualifiée | Non qualifiée | Non qualifiée | Non qualifiée | Non qualifiée | Non qualifiée | Non qualifiée | Non qualifiée |
| 2015  | Non qualifiée | Non qualifiée | Non qualifiée | Non qualifiée | Non qualifiée | Non qualifiée | Non qualifiée | Non qualifiée |
| 2017  | 8e de finale  | 4             | 1             | 1             | 2             | 3             | 5             | -2            |
| 2019  | 1er tour      | 3             | 0             | 0             | 3             | 4             | 8             | -4            |
| 2023  | Non qualifiée | Non qualifiée | Non qualifiée | Non qualifiée | Non qualifiée | Non qualifiée | Non qualifiée | Non qualifiée |
| 2025  | Qualifiée     | Qualifiée     | Qualifiée     | Qualifiée     | Qualifiée     | Qualifiée     | Qualifiée     | Qualifiée     |
| Total | 10/24         | 29            | 5             | 7             | 17            | 25            | 39            | -14           |